# Nelė Vosyliūtė
Petronėlė (Nelė) Vosyliūtė-Dauguvietienė (ur. 30 maja 1899 w Mariampolu, zm. 13 października 1986 w Wilnie) – litewska aktorka teatralna i filmowa.

## Biografia
Nelė Vosyliūtė urodziła się w 1899 r. w Mariampolu. W latach 1919–1922 występowała w Kownie, najpierw w Teatrze Narodowym a następnie w teatrze satyrycznym „Wilkołak”. W tym samym czasie uczyła się w prywatnej szkole aktorskiej Antanasa Sutkusa, którą ukończyła w 1922 r. W latach 1922–35 i 1936–41 była aktorką Teatru Państwowego. W latach 1935-1936 pracowała w oddziale Teatru Państwowego w Kłajpedzie. W latach 1947–59 była zatrudniona w Litewskim Narodowym Teatrze Dramatycznym w Wilnie. W latach 1944–47 mieszkała w Niemczech i Austrii. W swojej karierze zagrała ok. 200 ról.   

## Nagrody i wyróżnienia
- Artysta Ludowy Litewskiej SRR (1959)[4][6]

## Życie prywatne
Mężem Nelė Vosyliūtė był Borisas Dauguvietis (1885-1949) – litewski aktor, reżyser teatralny, pedagog, dramaturg. Jedyna córka, Galina Dauguvietytė (1926-2015), była aktorką i reżyserką telewizyjną.

## Wybrane role
Najważniejsze role teatralne:
- 1924: Skirgaila, Vincas Krėvė-Mickevičius, rola: Oligė
- 1926: Tuščios pastangos, Petras Vaičiūnas, rola: Barbora
- 1929: Liepsnojančios širdys, Petras Vaičiūnas, rola: Regina
- 1929: Nežinomoji, Alexandre Bisson, rola: Žaklina
- 1930: Dzwony, Charles Dickens, rola: Miledi Ponia Bauli
- 1937: Maria Stuart, Friedrich Schiller, rola: Maria Stuart
- 1937: Wiśniowy sad, Anton Czechow, rola: Raniewska
- 1956: Wujaszek Wania, Anton Czechow, rola: Maria Wojnicka
- 1938: Pelninga vieta, Aleksandr Ostrowski, rola: Višnevskaja
- 1939: Prieš saulėlydį, Gerhart Hauptmann, rola: Paula
- 1948: Gieda gaideliai, Juozas Baltušis, rola: Rūkienė

## Filmografia
- 1930: Jonukas ir Onutė, reż. Jurgis Linartas, Vladas Sipaitis[3]
- 1959: Gyvieji didvyriai, reż. Marijonas Giedrys, Balis Bratkauskas, Vytautas Zalakevičius, Arūnas Žebriūnas[3]
- 1963: Beržai svyruokliai, reż. Vitalis Gruodis[3]